# Howden Ganley
 Howden Ganley  va ser un pilot de curses automobilístiques nou-zelandès que va arribar a disputar curses de Fórmula 1.
Va néixer el 24 de desembre del 1941 a Hamilton, Nova Zelanda.

## A la F1
Howden Ganley va debutar a la primera cursa de la temporada 1971 (la 22a temporada de la història) del campionat del món de la Fórmula 1, disputant el 6 de març del 1971 el GP de Sud-àfrica al circuit de Kyalami.
Va participar en un total de quaranta-una curses puntuables pel campionat de la F1, disputades en quatre temporades consecutives (1971 - 1974) aconseguint un quart lloc com a millor classificació en una cursa i assolí un total de deu punts pel campionat del món de pilots.

## Resultats a la Fórmula 1
| Any  | Equip                      | Xassís       | Motor    | 1       | 2       | 3       | 4       | 5       | 6       | 7       | 8       | 9     | 10      | 11      | 12      | 13     | 14    | 15     | Posició | Punts |
| ---- | -------------------------- | ------------ | -------- | ------- | ------- | ------- | ------- | ------- | ------- | ------- | ------- | ----- | ------- | ------- | ------- | ------ | ----- | ------ | ------- | ----- |
| 1971 | BRM                        | BRM          | BRM      | SUD Ret | ESP 10  | MON NVQ | HOL 7   | FRA 10  | GBR 8   | ALE Ret | AUT Ret | ITA 5 | CAN NVS | USA 4   |         |        |       |        | 15è     | 5     |
| 1972 | BRM                        | BRM          | BRM      | ARG 9   | SUD NC  | ESP Ret | FRA NVS | GBR     | MON Ret | HOL 8   | ALE 4   | AUT 6 | ITA 11  | CAN 10  | USA Ret |        |       |        | 13è     | 4     |
| 1973 | Frank Williams Racing Cars | Iso-Marlboro | Cosworth | ARG NC  | BRA 7   | SUD 10  | ESP Ret | BEL Ret | MON Ret | SUE 11  | FRA 14  | GBR 9 | HOL 9   | ALE NVS | AUT NC  | ITA NC | CAN 6 | USA 12 | 19è     | 1     |
| 1974 | March                      | March        | Ford     | ARG 8   | BRA Ret | SUD     | ESP     | BEL     | MON     | SUE     | HOL     | FRA   | GBR NVQ | ALE NVQ | AUT     | ITA    | CAN   | USA    | -       | 0     |

### Resum
| Curses: | Victòries: | Pòdiums: | Poles: | Voltes ràpides: | Punts: |
| ------- | ---------- | -------- | ------ | --------------- | ------ |
| 41      | 0          | 0        | 0      | 0               | 10     |